# Plaza Mayor de Herrera del Duque

## Historia
La Plaza Mayor o plaza de España en la antigüedad fue cuadrada y a causa de posteriores construcciones ha quedado reducida a un rectángulo. En la segunda mitad del siglo XX ha sufrido diversas transformaciones que le han hecho perder su fisonomía original. En la actualidad, la población se articula urbanísticamente en torno a una amplia plaza rodeada de galerías porticadas en casi todo su perímetro. Las arcadas se cubren con bóvedas de diferentes tipos. La plaza tiene cinco entradas y se comunica con la calle Cantarranas a través de un arco abovedado, sobre el que antiguamente se situaba la Casa de la Audiencia o del Consejo, en su lugar ahora está el reloj de la localidad.

## Fuente
En el centro de la plaza se alza una fuente construida en 1787, considerada como una joya escultórica: es toda de jaspe negro pulimentado y planta octogonal colocada sobre un plano ochavado con tres gradas y una columna central, de 4 metros de altura, por cuyo interior se eleva el agua hasta la cúspide y de la que sale por cuatro caños, cayendo en una copa redonda en forma de taza, labrada por su parte exterior a media caña, la cual deja salir el agua por ocho caños al pilón principal.
Recientemente las paredes del pilón han sido reformadas con dos pletinas de hierro que impiden la separación y desplome de los bloques de jaspe. Hoy no tiene otro uso que el ornamental, pero antiguamente se utilizaba como fuente pública y se llenaban los cántaros con unas largas cañas de hojalata que se”enchufaban” a los caños de la copa.